# Schluft (Schorfheide)
Schluft ist ein Ortsteil der amtsfreien Gemeinde Schorfheide im Landkreis Barnim in Brandenburg.

## Geographie
Der Ort liegt 18 Kilometer nordwestlich von Finowfurt, dem Sitz der Gemeindeverwaltung, und 26 Kilometer nordwestlich von Eberswalde, dem Verwaltungssitz des Landkreises. Auf der Gemarkung von Schluft befindet sich der Gemeindeteil Uhlenhof.

## Geschichte

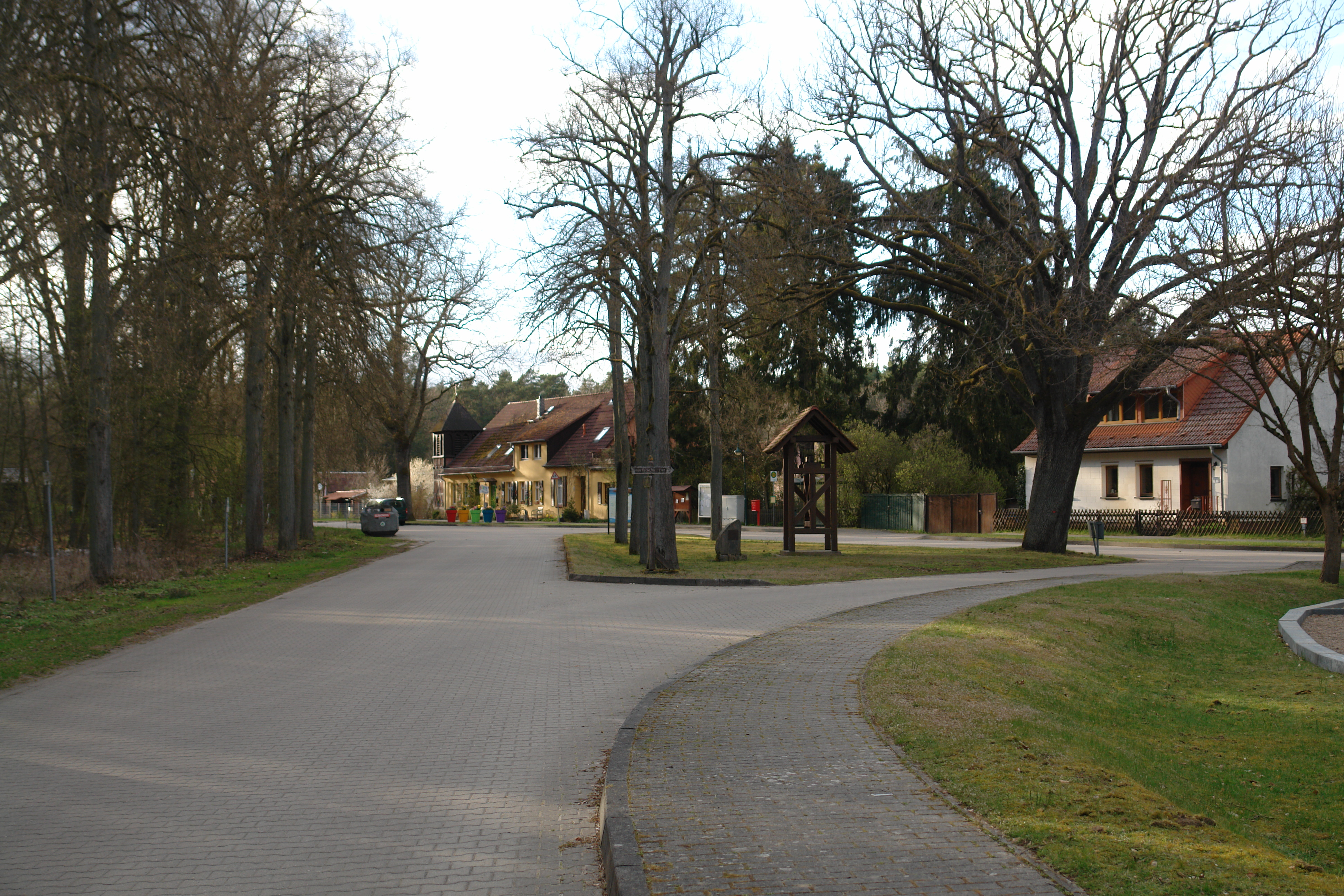
Dorfplatz mit Glockenstuhl und Gedenkstein, im Hintergrund die ehemalige Kirche

Der Ortsname leitet sich von seiner Lage ab, denn Schluft bedeutet unter anderem „enger Raum“ oder ein „Tal, noch enger als eine Schlucht“.
Schluft entstand ab dem Jahr 1752 im Zusammenhang mit der Ansiedlung von Spinnern, die der Preußenkönig Friedrich II. eingeladen hatte. Die neuen Siedler sollten Seidenraupenzucht betreiben und so die teuren Einfuhren von Seide vermeiden. Die angepflanzten Maulbeerbäume gingen jedoch durch die frostigen Winter zugrunde, so dass weder eine umfangreiche Seidenproduktion etabliert werden konnte, noch ein ausreichendes Einkommen für die Familien möglich war. So gaben die Siedler gegen Ende des 18. Jahrhunderts das Spinnen auf, blieben aber im Ort. Sie wendeten sich der Land- und Forstwirtschaft zu. Im Jahr 1855 eröffnete in der Dorfmitte ein Wirtshaus, das bis Ende 2017 betrieben wurde.
Bis 1973 war Schluft eine selbstständige Gemeinde im damaligen Kreis Bernau. Sie wurde zum 14. September 1973 nach Groß Schönebeck eingemeindet. In Schluft bestand bis in die 1990er Jahre ein Kinderheim, das vor der Deutschen Wiedervereinigung den Namen Dr. Richard Sorge trug. Das ehemalige Hauptgebäude, seit 1995 Schlufti’s Waldvilla, wurde danach in einen Kinderferienclub und ein Ferienlager umgewandelt. Seit dem Zusammenschluss von Groß Schönebeck und Finowfurt zur Gemeinde Schorfheide am 26. Oktober 2003 ist Schluft ein Ortsteil von Schorfheide.

## Sehenswürdigkeiten und Kultur
Die historische Dorfkirche mit Glockenturm, die auch als Schulgebäude diente, wurde profaniert und wird seither als Wohnhaus genutzt. Die alte Glocke aus dem Jahre 1834 blieb im Besitz der Gemeinde und hängt seit 2007 in einem hölzernen Glockenstuhl auf dem Dorfplatz. Daneben wurde zeitgleich ein Gedenkstein für die Gefallenen beider Weltkriege errichtet.
Rettungspunkt
Am nordöstlichen Ortseingang aus Richtung Kurtschlag befindet sich der Rettungspunkt 1736, zu dem im Notfall ein Rettungsmittel angefordert werden kann.